# Cyril Bouniol
Cyril Bouniol is een Franse golfer.
Bouniol is de oudste zoon van Catherine en Jean-Paul Bouniol en maakte in het begin van zijn carrière deel uit van het Franse nationale team. Hij was lid van de Golf de l'Hippodrome.

## Amateur
Bouniol studeerde van 2008 tot 2011 aan de Abilene Christian University (ACU) in Dallas, Texas. In 2010 was hij de tweede ASU-speler die nationaal kampioen werd (na Jeev Milkha Singh). Hierna kreeg hij de Arnold Palmer Award en werd hij verkozen tot Speler van het Jaar.
In 2011 werd hij onderscheiden met de Byron Nelson Award. Hij was de elfde persoon die deze onderscheiding ontving sinds die door Cleveland ingesteld werd voor golfers die in hun laatste studiejaar uitmunten op de golfbaan, in hun studie en in hun sociale leven.

## Gewonnen
- 2010: LSC Championships, NCAA South Central Region

## Professional
Hij speelde tot de zomer van 2014 op de Canadese Tour en op de Adam Pro Tour in de Verenigde Staten en kwam daarna naar Frankrijk terug.

In 2015 verkrijgt hij zijn Tourkaart voor de Europese PGA Tour, valt in dat jaar 6 maal in de prijzen al komt hij daarbij niet eenmaal in de top 10.

Hij behoudt zijn kaart voor 2016 niet en speelt dat jaar op de Europese Challenge Tour.